# 齊藤由紀
齊藤 由紀（さいとう ゆき、1985年11月11日 - ）は、北海道函館市出身の女子競輪選手。日本競輪選手会愛知支部所属、ホームバンクは豊橋競輪場。日本競輪学校（当時。以下、競輪学校）第110期生。師匠は白井一機（65期）。

## 経歴
小学校で水泳、中学校で陸上をやっていた。社会人となりロードバイクを始めようとしたときにガールズケイリンの存在を知り、豊橋競輪のガールズ選手育成プロジェクトT-GUPへの参加を経て競輪選手になったという。
2014年12月24日、競輪学校第110回技能試験に合格。在校競走成績は22位（0勝）。
2016年7月2日、京王閣競輪場でデビューし4着。初勝利は同年9月19日の松戸競輪場で挙げた。
2022年1月より産休に入り、同年10月に第1子を出産。
2023年9月3日からの弥彦FIIで競走に復帰した。